# Foreign Military Sales

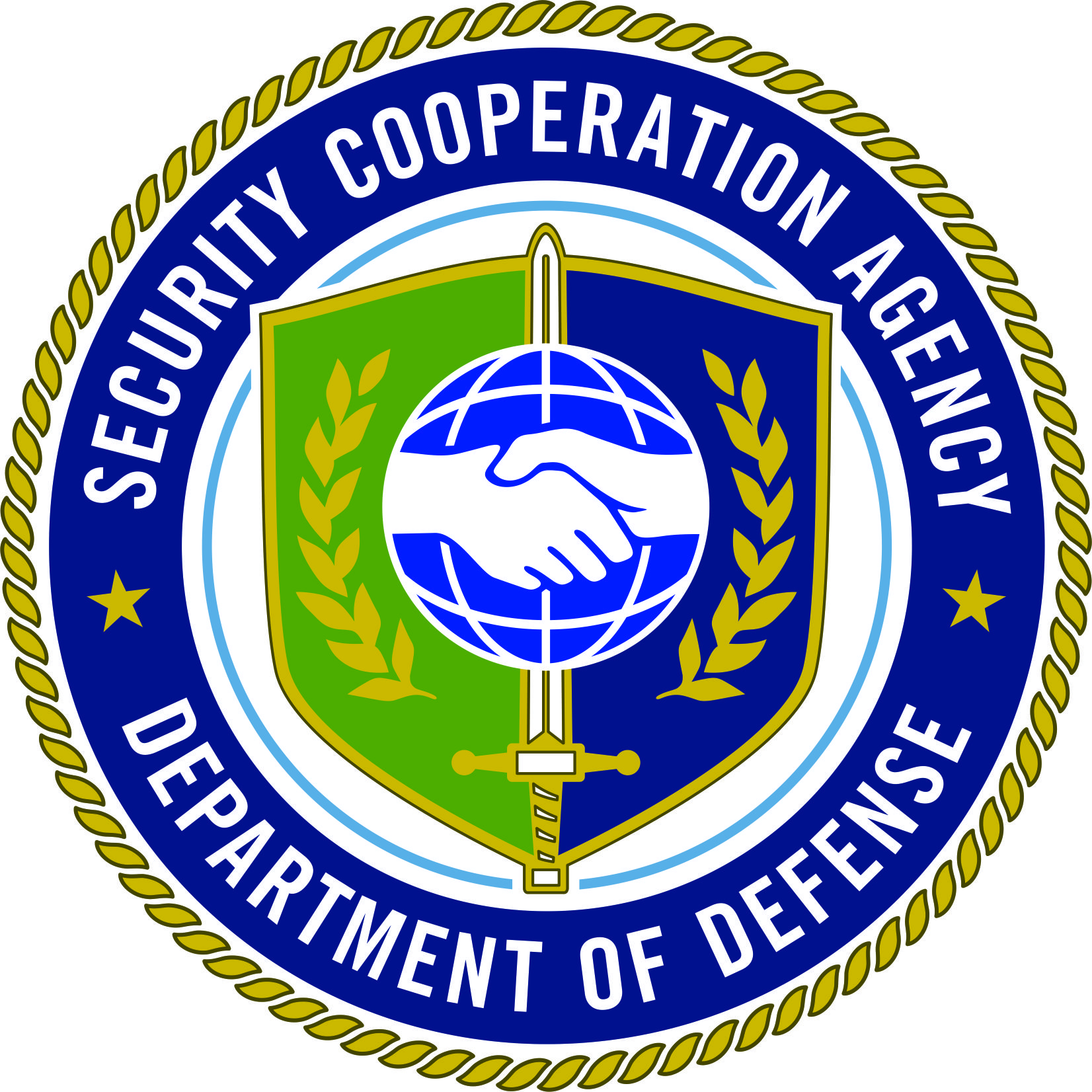
Badge de l'agence de coopération militaire, en charge des ventes à l'étranger

Les ventes militaires à l’étranger (Foreign Military Sales, FMS) du département de la Défense des États-Unis est un programme facilitant les ventes américaines d’armes, d’équipements de défense et de services d’entraînement militaire à des gouvernements étrangers. Les acheteurs ne contractent pas directement avec l’industrie de l’armement ; mais par l’intermédiaire de la Defense Security Cooperation Agency (DSCA).
Les ventes militaires à l’étranger sont effectuées avec des États autorisés à y participer et qui sont soumis à une approbation basée sur un mécanisme d’obtention des services, un dépôt dans un fonds fiduciaire américain ou approprié ainsi que l’approbation du financement des services. Le directeur du DSCA indiquait en juin 2019 à la Brookings Institution que son institution  gérait « 14 000 dossiers de ventes militaires à l’étranger avec 185 États » .
Entre 1950 et 2021, les ventes militaires à l’étranger ont représenté 943,3 milliards de $, dont :
- 174,431 milliards de $US pour l’Arabie Saoudite ;
- 49,131 milliards de $US pour Israël ;
- 48,937 milliards de $US pour le Japon ;
- 47,590 milliards de $US pour Taïwan ;
- 43,450 milliards de $US pour la Corée du Sud ;
- 41,892 milliards de $US pour l’Égypte ;
- 39,351 milliards de $US pour l’Australie ;
- 20,076 milliards de $US pour l’Allemagne ;
- 17,156 milliards de $US pour l’Afghanistan ;
- 16,343 milliards de $US pour la Grèce ;
- 14,167 milliards de $US pour le Canada[2],[3].

## Voir également
- Foreign Military Sales Act de 1968 (en)
- Foreign Military Sales Act de 1971 (en)
- United States Foreign Military Financing (en)
- International Traffic in Arms Regulations
- Export Administration Regulations (en)